# Hálósapka

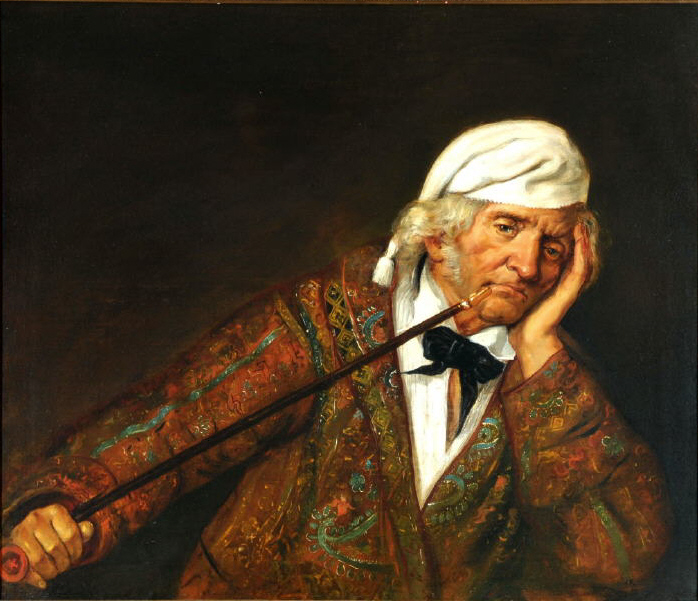
Hálósapkás ember

A hálósapka alvás közben viselt fejfedő, a hálóruha tartozéka. Főként a 16–19. századokban viselték a fej melegen tartására a hideg szobákban (elsősorban alvás közben, de akár nappal is), továbbá higiéniai szempontokból. A 19. század végén, a gőzfűtés és az elektromosság elterjedésével használata visszaszorult.

## Használata
A reneszánsz korban jelent meg, első említése a 15. századból származik. Mindkét nem viselte, egyrészt higiéniai okokból (megvédte a tetvektől a fejet), másrészt az éjjeli hideg elleni védekezésként (a hálószobákat éjszaka nem fűtötték, és bár a testet némileg védte a takaró, a fej szabadon volt és sok hőt veszített). A 17–18. századokban különösen elterjedt volt, ugyanis a napközben parókát viselő férfiak eltakarhatták vele kopaszságukat. Viselete a 19. század végéig volt szokásban.
Napjainkban főként szépségápolási kellékként használják, hogy a haj éjszaka ne csomósodjon, töredezzen, vagy hogy megvédje a párnát a hajápoló szerektől.

## Kinézete
A hálósapka eredetileg puha, meleg fejfedő volt, amelyet mindkét nem viselt: a férfiaké hegyes, végén bojttal, a nőké pedig kerek, amelynek szövetét ráncokba szedték. A régi hálósapkák kinézete függött a viselőjük módosságától: a tehetősebb polgárok díszített, csipkézett hálósapkák tucatját birtokolták.

## Érdekességek
Németül az álomszuszék embert hálósapkának (Schlafmütze) nevezik.